# Tratado de Livre-Comércio entre Israel e Mercosul
O Tratado de Livre Comércio entre Israel e Mercosul é um acordo de livre comércio assinado em Montevidéu, em 18 de dezembro de 2007 e já ratificado no Brasil. Ele foi firmado entre os membros do Mercado Comum do Sul (Mercosul) e do Estado de Israel para estabelecimento de práticas de livre comércio entre eles.
O Acordo de Livre Comércio (ALC) Mercosul-Israel foi o primeiro acordo dessa modalidade a ser celebrado pelo bloco sul-americano com país localizado fora da America.O acordo engloba 8.000 linhas tarifárias ofertadas por Israel e 9.424 itens pelo Mercosul.O tratado envolve diversas regras como Regra Geral e Regra Integralmente Elaborado/ Inteiramente Produzido. O Mercosul trata os produtos israelitas como nacionais; e vice-versa.
Segundo o acordo os seus objetivos são cinco: eliminar as barreiras ao comércio de bens e facilitar sua circulação entre os territórios das Partes; promover as condições de livre concorrência na área de livre comércio; aumentar substancialmente as oportunidades de investimento nos territórios das Partes e aumentar a cooperação em áreas que sejam de interesse mútuo das Partes; criar procedimentos eficazes para a implementação, aplicação e cumprimento deste Acordo e sua administração conjunta; e estabelecer um marco para aprofundar a cooperação bilateral e multilateral para expandir e ampliar os benefícios do Acordo.
O Brasil é o maior parceiro comercial de Israel da América Latina. O intercâmbio comercial do Brasil com Israel saltou de 440 milhões de dólares, em 2002, para 1,6 bilhão de dólares, em 2008. Foi assinado o tratado em Montevidéu, em 18 de dezembro de 2007, estando vigente no Brasil desde 2010.